# Kyneton
Kyneton es una localidad australiana del estado de Victoria.

## Geografía
Se ubica en el estado de Victoria, junto al curso del río Campaspe, al noroeste de Melbourne y a una altitud de unos 514 m sobre el nivel del mar.

## Historia
En 1901 tenía contabilizada una población de 3274 habitantes.